# Трохимівська сільська рада
Трохи́мівська сільська́ ра́да — адміністративно-територіальна одиниця та орган місцевого самоврядування в Іванівському районі Херсонської області. Адміністративний центр — село Трохимівка (1909).

## Загальні відомості
- Територія ради: 102,237 км²
- Населення ради: 1 083 особи (станом на 2001 рік)

## Населені пункти
Сільській раді підпорядковані населені пункти:
- с. Трохимівка
- с. Захарівка
- с. Новодмитрівка Перша
- с. Щасливе

## Історія
Ймовірно, що Трохимівська сільська рада була утворена восени 1920 р. До того часу сільська громада знаходилася у підпорядкуванні Агайманської волості Мелітопольського повіту УСРР.
Сільська рада в сучасних адміністративних межах існує з весни 1950 р., після ліквідації (поглинання) сусідніх Кіровської та Дмитрівської сільрад.
Про залюднення території сільради в минулому свідчать археологічні пам′ятки — кургани доби бронзи - раннього заліза (ІІ — І тис. до н. е.)
Сучасне заселення території сільської ради припадає на початок 20 ст. і пов’язане із Столипінською реформою 1906 -1912 рр. 
За період з 1906 по 1912 рр. на адміністративній території сільської ради виникло близько 20 хуторів та висілків (Павлівка, Володимирівка (3), Федорівка (2), Вознесенівка (8), Захарівка (9), Лермонтівка (10), Заріччя (12), Привілля, Миколаївка (14), Трохимівка (15), Охрімівка (16), Курчатівка (17), Роздільне (18), Орлянка (19), Сергіївка (20), Ярцеве (21) тощо).
Територія Трохимівської сільради була визволена від гітлерівських окупантів 29 жовтня 1943 року бійцями 87-ї Перекопської СД 51 армії . На території сільської ради знаходиться три військових поховання воєнних часів — в Трохимівці, Щасливому та Новодмитрівці Першій, в яких поховані 10 бійців — червоноармійців, загиблих під час боїв в 1941 та 1943 рр..
Першим головою виконкому Трохимівської сільради був Пономаренко Степан Федорович, член ВКП /б/ . Паралельно в селі діяв і осередок комнезам селян, що мав політичну владу на селі. 
До складу сільської ради, окрім Трохимівки, входили сс. Охрімівка (16), Новомиколаївка (14), Новоорлянка (19), Новосергіївка (20) та Ярцеве (21), які знаходяться навколо центру місцевої влади на відстані до 3 км.
Питання про об’єднання територіальної громади (в рамках політики децентралізації) із сусідніми громадами ще не вивчалося і не роз’яснювалося виконкомом. Схід вирішив одне, а сесія сільради - по іншому: згодилася на входження до Іванівської ОТГ.
При повній байдужості сільчан, по виборам 29 жовтня 2017 року Трохимівська сільрада припинила своє існування; сільська громада була приєднана до Іванівської ОТГ. 
З 01.01.2018 р. на території сільської громади діє староство.

## Населення
Згідно з переписом УРСР 1989 року чисельність наявного населення сільської ради становила 1315 осіб, з яких 632 чоловіки та 683 жінки.
За переписом населення України 2001 року в сільській раді мешкало 1069 осіб.

### Мова
Розподіл населення за рідною мовою за даними перепису 2001 року:
| Мова       | Відсоток |
| ---------- | -------- |
| українська | 95,48 %  |
| російська  | 3,69 %   |
| білоруська | 0,28 %   |
| молдовська | 0,18 %   |
| болгарська | 0,09 %   |
| румунська  | 0,09 %   |

## Склад ради
Рада складається з 16 депутатів та голови.
- Голова ради: Чукаєва Віра Вікторівна
- Секретар ради: Ніколаєнко Ольга Григорівна

### Керівний склад попередніх скликань
- Мікішина Пелагея Прокопівна 1944–1946 рр.
- Курас Леонід Петрович 1946 - 1951 рр.
- Мікішин Дмитро Іванович 1951–1964 рр.
- Лоцман Володимир Нефтодійович 1965–1975 рр.
- Онуфрієв Георгій Олександрович 1975–1980 рр.
- Івін Анатолій Миколайович 1980–2000 рр.
- Чмихало Ольга Анатоліївна 2000–2002 рр.
- Шпир Ігор Вікторович 2002–2003 рр.
- Чукаєва Віра Вікторівна 2003-2016

Примітка: таблиця складена за даними сайту Верховної Ради України

### Депутати
За результатами місцевих виборів 2016 року депутатами ради стали